# Chiara Valentini (Journalistin)
Chiara Valentini (geboren 16. Juli 1941 in Parma) ist eine italienische Journalistin und Schriftstellerin. Sie war Chefredakteurin und Korrespondentin bei den italienischen Wochenzeitschriften Panorama und L’Espresso. Sie war Mitglied im feministischen Gruppo Controparola.

## Leben

### Ausbildung und Einstieg ins Berufsleben
Valentini schloss ihr Jurastudium an der Universität Parma mit einer Arbeit über Ehrenmorde ab. In jenen Jahren organisierte sie das Internationale Festival für Experimental- und Universitätstheater und gründete zusammen mit Andrea Calzolari und Oddone Pattini die neo-avantgardistische Theaterzeitschrift Teatro Festival.
Sie begann als Journalistin beim Corriere della Sera für die Jugendseite zu arbeiten. 1968 wurde sie unter 1300 Bewerbern für den ersten und einzigen öffentlichen Kommentatoren-Wettbewerb der RAI ausgewählt. Sie kam zwar nicht unter die 23 Gewinner, begann aber dennoch eine glänzende Karriere in der Branche.

### Journalistin bei Panorama
Ein Jahr lang machte sie ein Volontariat in Rom und arbeitete mit Nuccio Fava, Giancarlo Saltalmassi, Paolo Frajese, Bruno Pizzul und Bruno Vespa zusammen. Doch schon bald nahm sie das Angebot von Lamberto Sechi an, sich einer Gruppe junger Wilder anzuschließen, die die Wochenzeitung Panorama wiederbeleben wollten, und kehrte daher nach Mailand zurück. Für Panorama schrieb sie über Proteste und Feminismus und leitete schließlich die Kulturredakteurin als erste Frau. In den 1970er Jahren arbeitete sie als Biografin und Investigativjournalistin.

### Journalistin bei L’Espresso
Aufgrund von Meinungsverschiedenheiten mit dem damaligen Herausgeber Claudio Rinaldi verließ Valentini Panorama und wechselte als Korrespondentin zu L’Espresso, der von Giovanni Valentini herausgegeben wurde. Hier verfolgte sie als Journalistin die letzten Tage der Sowjetunion und die Ereignisse im jungen Russland. In den 1990er Jahren wurde sie entsandt, um über ethnische Vergewaltigungen in Bosnien zu recherchieren, worüber sie zusammen mit Elena Doni in L’Espresso und in einer Broschüre mit dem Titel L’arma dello stupro schrieb.

### Schriftstellerin
Valentini schrieb Bücher über berühmte italienische Persönlichkeiten, so etwa über Dario Fo und Enrico Berlinguer. Das Buch über Berlinguer ist das einzige Buch, das auf Deutsch vorliegt. Valentini beschäftigte sich mit der Rolle der Partito Comunista Italiano (PCI) und wandte sich schließlich der Rolle der Frauen in den westlichen Gesellschaften zu.
Auf Initiative von Dacia Maraini schlossen sich 1992 eine Reihe von Journalistinnen und Schriftstellerinnen zum Gruppo Controparola zusammen. Sie wollten das Ansehen von Frauen in der italienischen Gesellschaft verändern und gaben eine Reihe von Büchern heraus, die das Engagement und die herausragende Rolle von Frauen in verschiedenen Epochen der Geschichte darstellen. Von den Anfängen bis 2018 arbeitete Valentini an den Buchprojekten von Contoparola mit.

## Veröffentlichungen (Auswahl)
Die Titel sind pro Abschnitt in der Reihenfolge ihres ersten Erscheinens aufgelistet.

### Autorin
- La storia di Dario Fo. Feltrinelli, Mailand 1997, ISBN 88-07-81475-7 (italienisch, Erstausgabe: 1977).
- Il compagno Berlinguer. A. Mondadori, Mailand 1985.
- Berlinguer il segretario. A. Mondadori, Mailand 1987. ISBN 88-04-30350-6.
- Berlinguer. 9. Auflage. Feltrinelli, Mailand 2014, ISBN 978-88-07-88449-8 (italienisch, Erstausgabe: Mondadori, Mailand  1989).
  - deutsch: Der eigenartige Genosse Enrico Berlinguer. Kommunist und Demokrat im Nachkriegseuropa. Aus dem Italienischen von Klaus Pumberger, Cristina Dondi und Andrea Bertazzoni. Dietz, Bonn 2022, ISBN 978-3-8012-0628-4.
- Il nome e la cosa. Viaggio nel Pci che cambia. Feltrinelli, Mailand 1990. ISBN 88-07-08085-0.
- Le donne fanno paura. EST, Mailand 2000, ISBN 88-428-0842-3 (italienisch, Erstausgabe: Il Saggiatore, Mailand 1997).
- La fecondazione proibita. Feltrinelli, Mailand 2004. ISBN 88-07-17104-X.
- O i figli o il lavoro. Feltrinelli, Mailand 2012. ISBN 978-88-07-17225-0.

### Mitautorin
- Mit Romano Cantore, Carlo Rossella: Dall'interno della guerriglia. Mondadori, Mailand 1978, OCLC 800060810.
- Mit Laura Lilli: Care compagne. Il femminismo nel PCI e nelle organizzazioni di massa. Editori Riuniti, Rom 1979.
- Mit Elena Doni: L'arma dello stupro. Voci di donne della Bosnia. La Luna, Palermo 1993. ISBN 88-7823-039-1.
- Mit Maria Rosa Cutrufelli, Elena Doni, Elena Gianini Belotti, Laura Lilli, Dacia Maraini, Cristiana di San Marzano, Mirella Serri von Controparola: Piccole italiane. Un raggiro durato vent'anni. Anabasi, Mailand 1994, ISBN 978-88-417-7029-0 (italienisch).
- Mit Maria Rosa Cutrufelli, Elena Doni, Paola Gaglianone, Elena Gianini Belotti, Rossella Lama, Lia Levi, Laura Lilli, Dacia Maraini, Carla Ravaioli, Loredana Rotondo, Marina Saba, Cristiana di San Marzano, Mirella Serri, Simona Tagliaventi, Gabriella Turnaturi von Controparola: Il Novecento delle italiane. Una storia ancora da raccontare. Editori Riuniti, Roma 2001, ISBN 88-359-4919-X.
- Mit Marina Addis Saba, Cristiana di San Marzano, Elena Doni, Paola Gaglianone, Claudia Galimberti, Elena Gianini Belotti, Lia Levi, Dacia Maraini, Maria Serena Palieri, Francesca Sancin, Mirella Serri, Simona Tagliaventi von Controparola: Amorosi assassini. Laterza, Roma / Bari 2008, ISBN 978-88-420-8514-0.
- La banchiera della rivoluzione: Sara Levi Nathan. In: Gruppo Controparola (Hrsg.): Donne del Risorgimento. Il Mulino, Bologna 2012, ISBN 978-88-15-23875-7 (italienisch, Erstausgabe:  2011).
- Il coraggio di dire di no: Teresa Mattei. Mit einem Vorwort von Dacia Maraini. In: Gruppo Controparola (Hrsg.): Donne della Repubblica. Il Mulino, Bologna 2017, ISBN 978-88-15-27324-6 (italienisch).
- A capo della Rivolta: Carla Lonzi. In: Gruppo Controparola (Hrsg.): Donne nel Sessantotto. Il Mulino, Bologna 2018, ISBN 978-88-15-27824-1 (italienisch).
- Con la croce e con il mitra: Margherita Cagol. In: Gruppo Controparola (Hrsg.): Donne nel Sessantotto. Il Mulino, Bologna 2018, ISBN 978-88-15-27824-1 (italienisch).
- Mit Dacia Maraini: Il coraggio delle donne. Il Mulino, Bologna 2020, ISBN 978-88-15-29058-8 (italienisch).

### Herausgeberin
- Mit Corrado Caruso (Hrsg.): Grammatica del costituzionalismo. Il Mulino, Bologna 2021, ISBN 978-88-15-29422-7 (italienisch).